# Vuelo 301 de Sakha Avia
El vuelo 301 de Sakha Avia fue un vuelo regular doméstico de pasajeros de Kutana a Aldan con escala en Uchur en Rusia. El 26 de agosto de 1993 el Let L-410 Turbolet que operaba el vuelo se estrelló durante la aproximación al aeropuerto de Aldan, matando a las veinticuatro personas que iban a bordo. Es el desastre aéreo más mortal del Let L-410 Turbolet.

## Accidente
El avión se encontraba en aproximación final al aeropuerto de Aldan. Los flaps fueron extendidos para el aterrizaje, sin embargo, cuando esto ocurrió, el avión elevó su morro de golpe a 40 grados, entró en pérdida y se estrelló contra el suelo a 896 pies (273,1 m) de la pista. Las veinticuatro personas que viajaron a bordo fallecieron en el impacto.

## Avión
El avión implicado fue un L-410UVP-E de tres años de antigüedad (registro RA-67656) que había efectuado su primer vuelo en 1990. El avión estaba propulsado por dos motores Walter M-601E.

## Investigación
La investigación determinó que el avión estaba sobrecargado de peso, moviendo el centro de gravedad a la parte trasera.